# Selección femenina de hockey sobre patines de Argentina
La selección femenina de hockey sobre patines de Argentina, más conocida como Las Águilas, es el equipo femenino representativo de Argentina en el hockey sobre patines a través de la Confederación Argentina de Patinaje (CAP) en las competiciones internacionales organizadas por la Worldskate América (WSA), ente rector de ese deporte en América, y por la World Skate (WS). Es considerada como una de las grandes potencias del hockey sobre patines internacional.
Es, por detrás de España, el segundo equipo nacional más exitoso en la historia del Campeonato Mundial con seis títulos (1998, 2002, 2004, 2010, 2014 y 2022), dos subcampeonatos (2017 y 2019) y cuatro terceros puestos (2000, 2006, 2008 y 2016). Además, es la única selección de la confederación en ganar el Campeonato Sudamericano (2004 y 2022).

## Participaciones

### Campeonato Mundial de Hockey sobre patines
| 1992 | Springe           | No participó     | NP   |
| 1994 | Tavira            | Fase de grupos   | 15.° |
| 1996 | São Paulo         | Cuartos de final | 6.°  |
| 1998 | Buenos Aires      | Campeón          | 1.°  |
| 2000 | Marl              | Tercer Lugar     | 3.°  |
| 2002 | Paços de Ferreira | Campeón          | 1.°  |
| 2004 | Wuppertal         | Campeón          | 1.°  |
| 2006 | Santiago          | Tercer Lugar     | 3.°  |
| 2008 | Yurihonjō         | Tercer Lugar     | 3.°  |
| 2010 | Alcobendas        | Campeón          | 1.°  |
| 2012 | Recife            | Cuartos de final | 7.°  |
| 2014 | Tourcoing         | Campeón          | 1.°  |
| 2016 | Iquique           | Tercer Lugar     | 3.°  |
| 2017 | Nankín            | Subcampeón       | 2.°  |
| 2019 | Barcelona         | Subcampeón       | 2.°  |
| 2022 | San Juan          | Campeón          | 1.°  |

### Campeonato Sudamericano de Hockey sobre patines
| 2004 | Viña del Mar | Campeón | 1.° |
| 2022 | San Juan     | Campeón | 1.° |

### Copa América de Hockey sobre patines
| 2006 | Santiago    | Campeón      | 1.° |
| 2008 | Santiago    | No participó | NP  |
| 2010 | Vic         | Campeón      | 1.° |
| 2011 | Sertãozinho | No participó | NP  |

## Jugadoras

### Selección actual
Convocadas para el Campeonato Mundial de hockey sobre patines femenino de 2022.
Anabella Flores
Andrea Jara
Natalia Jara
Valentina Fernández
Lourdes Lampasona
María Florencia Felamini
Gimena Gómez
Adriana Soto
Luciana Agudo
Julieta Fernández
Adriana Gutiérrez.